# معهد لانداو للفيزياء النظرية
معهد لانداو للفيزياء النظرية (بالروسية: Институт теоретической физики имени Л. Д. Ландау РАН) التابع للأكاديمية الروسية للعلوم هو مؤسسة بحثية، يقع في بلدة تشيرنوغولوفكا الصغيرة بالقرب من موسكو (يوجد أيضًا قسم فرعي في موسكو).